# Lluís II de Borbó
|  | Per a altres significats, vegeu «Lluís II de Borbó-Condé». |

Lluís II de Borbó anomenat "El Bo" (1337 - Montluçon, Regne de França, 1410), va ser el fill gran de Pere I de Borbó i Isabel de Valois. La mort del seu pare en la batalla de Poitiers (1356) el va convertir en comte de Clermont i en el tercer duc de Borbó. D'altra banda, per matrimoni, va ser comte de Forez i senyor de Mercoeur. Igual com el seu pare i la seva germana, la reina Joana, Lluís era mentalment inestable. El 19 d'agost de 1371 va contreure matrimoni amb Ana d'Auvergnes, comtessa de Forez i filla del delfí d'Auvergne. Van tenir quatre fills Catalina (1378), Joan I de Borbó (1381-1434), Lluís (1388-1404) i Isabel (1384-1451). També va tenir diversos fills il·legítims. Va morir el 1410.